# هیلدن
شهر هیلدندر ایالت نوردراین-وستفالن در کشور آلمان واقع شده‌است.